# Jérôme Laveur-Pedoux
Jérôme Laveur-Pedoux, né le 5 juillet 1973 à Villefranche-sur-Saône, est un coureur cycliste français. Il est professionnel en 1998. Il est connu pour avoir été impliqué dans plusieurs affaires de dopage.

## Biographie
Jérôme Laveur est l'un des meilleurs jeunes français au début des années 1990. En 1996, il réalise une bonne saison ce qui lui permet le 1er août d'intégrer l'équipe cycliste Agrigel-La Creuse en tant que stagiaire. Son équipe disparaît cependant à la fin de l'année. En 1997, il réalise de nouveau une belle saison. En 1998, il repasse professionnel dans l'équipe cycliste Home Market. Il ne connaît pas de seconde année. Il est contrôlé positif et suspendu deux ans pour dopage. À la suite du contrôle positif, il est interpellé et mis en examen pour diverses affaires de dopage. En 2003, il est condamné à 14 mois de prison avec sursis et 4 000 € d'amende. Il prend sa retraite sportive et devient directeur d'une entreprise de location de biens immobiliers et de ravalement de façades.

## Palmarès
- Plus de 30 victoires en amateurs

- 1996
  - Boucles catalanes
  - Vice-champion de Rhône-Alpes
  - 3e des Boucles du Tarn
  - 3e du Trophée de la Creuse
  - 3e du Grand Prix du Cru Fleurie

- 1997
  - Polymultipliée lyonnaise
  - 2e du Grand Prix de Vougy
  - 3e des Boucles catalanes